# Agrilus abjectus
Agrilus abjectus é uma espécie de escaravelho metálico da família Buprestidae. É encontrado na América do Norte.